# Brits-Indië op de Olympische Zomerspelen 1900
Eén atleet uit Brits-Indië nam deel aan de Olympische Zomerspelen 1900 in Parijs, Frankrijk. Ondanks de afhankelijkheid destijds van het Britse Rijk, worden de Brits-Indische prestaties door het Internationaal Olympisch Comité apart gezien.

## Medailleoverzicht
| Sport    | Olympiër         | Discipline      | Medaille |
| -------- | ---------------- | --------------- | -------- |
| Atletiek | Norman Pritchard | 200m (m)        | Zilver   |
| Atletiek | Norman Pritchard | 200m horden (m) | Zilver   |

## Deelnemers en resultaten

### Atletiek
| Olympiër         | Discipline      | Resultaat    | Prestatie                                    |
| ---------------- | --------------- | ------------ | -------------------------------------------- |
| Norman Pritchard | 60m (m)         | series       | serie 1: 3de in 7,1                          |
| Norman Pritchard | 100m (m)        | halve finale | serie 5: 1ste in 11,4 halve finale 3: 3de    |
| Norman Pritchard | 200m (m)        | Zilver       | serie 1: 2de finale: 2de in 22,8             |
| Norman Pritchard | 110m horden (m) | DNF          | serie 2: 1ste in 16,6 finale: niet gefinisht |
| Norman Pritchard | 200m horden (m) | Zilver       | serie 2: 1ste in 26,8 finale: 2de in 26,0    |

Argentinië · Australië · België · Bohemen · Brits-Indië · Canada · Cuba · Denemarken · Duitsland · Frankrijk · Griekenland · Groot-Brittannië · Haïti · Hongarije · Iran · Italië · Luxemburg · Mexico · Nederland · Noorwegen · Oostenrijk · Peru · Roemenië · Rusland · Spanje · Verenigde Staten · Zweden · Zwitserland · Gemengde teams